# Presa Barro Blanco
Barro Blanco es una presa de gravedad en el río Tabasara en la provincia de Chiriquí de Panamá. Comenzó a generar en 2017 con una capacidad de 28,56 MW. Aunque el gobierno había autorizado la presa, suspendió la construcción en febrero de 2015 después de protestas realizadas por el pueblo Ngäbe. El Presidente de la República autorizó el reinicio parcial las obras en agosto de 2015, pero prohibió el llenado del embalse en espera de un acuerdo final. Hay cuestiones importantes relativas a la presa que son controvertidas, como por ejemplo si las comunidades indígenas de la zona habían expresado inicialmente su apoyo o su oposición a la construcción de la presa y hasta qué punto habían sido informadas sobre el proyecto y sus impactos antes de expresar sus opiniones.

## Características técnicas
La presa fue diseñada para minimizar el impacto sobre el río, sin dejar nunca ninguna sección del río seca. La presa de gravedad tendrá una altura máxima de 44,91 m (147,3 pies) y una superficie máxima de depósito de 2,58 km² (1 mi²)  , incluyendo 0,69 km² (0,3 mi²)   actualmente ocupada por el río Tabasara y 1,89 km² (0,7 mi²)   que se inundarían, según el documento de diseño del proyecto presentado a la Junta Ejecutiva del Mecanismo de Desarrollo Limpio de las Naciones Unidas. 0,07 km² (0 mi²)   del terreno inundado estaría ubicado en el territorio indígena ( Comarca ) del Pueblo Ngöbe–Buglé. La capacidad instalada de la central hidroeléctrica prevista es de 28,84 megavatios.

## Propiedad y financiación
El desarrollador del proyecto es Generadora del Istmo SA (GENISA), una empresa panameña de propósito especial creada específicamente para este proyecto. GENISA es propiedad de la familia Kafie: el registro público enumera a Luis Kafie (Presidente), Luis José Kafie (Tesorero y Director), Shukri Kafie (Director), Eduardo Kafie (Director), Eduardo Kafie Atala (Director) y Christoper Kafie (Director) como miembros de la junta directiva de GENISA.
El proyecto está financiado con préstamos proporcionados por dos bancos estatales europeos que promueven inversiones del sector privado en países en desarrollo, la Corporación Alemana de Inversiones (DEG) y la Compañía Holandesa de Financiamiento del Desarrollo (FMO),  así como por el Banco Centroamericano de Integración Económica (BCIE). El BCIE aprobó un préstamo de USD 25 millones al desarrollador del proyecto en 2011. La financiación total de los tres bancos asciende a 78,3 millones de dólares.

## Contexto del conflicto
Existe un conflicto de larga data entre el pueblo Ngäbe y el gobierno en relación con la minería y la construcción de represas para la generación de energía hidroeléctrica en su territorio o cerca de él. La Comarca Ngäbe-Buglé fue creada en 1997 para uso de las comunidades indígenas Ngäbe y Buglé.  A pesar de esto, durante la década de 1970 el gobierno panameño propuso represar el río Tabasara con un proyecto hidroeléctrico de 220 MW diseñado para suministrar energía a las minas de cobre de Colorado. Este proyecto fue cancelado tras protestas generalizadas.  Habían ganado la primera batalla de las represas de Tabasara, sin embargo, durante la década de 1990 se propuso otro proyecto, esta vez una represa de 48 MW, propuesta que nuevamente derrotaron con éxito.  Esto dio lugar posteriormente a que el gobierno panameño cambiara la legislación nacional con el fin de derogar los requisitos relacionados con la participación de las comunidades indígenas. 
Esta larga historia de conflictos en torno a sus tierras tradicionales y espirituales ha dado lugar a una prolongada movilización social de las comunidades Ngäbe-Buglé.

## Impacto ambiental y social
Según GENISA, ninguna aldea ni casa indígena sería inundada por el embalse y nadie sería reasentado. Sin embargo, 5 hectáreas de lecho de arroyo se inundarán durante la temporada de lluvias. Los terrenos a inundar están constituidos por barrancos próximos al río que no son aptos para la agricultura ni para la ganadería. Según otra fuente el área que se inundará es 1,89 km² (0,7 mi²)  , o 189 hectáreas. Sin embargo, los críticos alegan que los medios de vida de unos 5.000 agricultores Ngöbe que dependen del río para el agua potable, la agricultura y la pesca se verían afectados negativamente, y se talaría el bosque primario. También afirman que las comunidades afectadas nunca han dado su consentimiento libre, previo e informado al proyecto.
Además, dicen que se destruiría el hábitat de la rana de Tabasará, en peligro de extinción. GENISA dice que la rana de lluvia de Tabasará vive en varios hábitats en Panamá, incluido el Valle de Antón, a cientos de kilómetros del sitio.

## Cronología

### Adjudicación de la concesión y estudio de impacto ambiental (2006-2008)
En 2006, bajo el gobierno del presidente Martín Torrijos, se convocó una licitación pública internacional para varios proyectos hidroeléctricos en Panamá, entre ellos Barro Blanco. Entre las cuatro empresas participantes se seleccionó GENISA. La Autoridad de Servicios Públicos ASEP autorizó a GENISA a preparar estudios y, sujeto a la obtención de todas las aprobaciones pertinentes, desarrollar el proyecto Barro Blanco.
GENISA encargó un Estudio de Impacto Ambiental. Como parte de este estudio, en agosto de 2007, en un foro público con participación de las autoridades locales, se preguntó a los pobladores cercanos al proyecto sobre su opinión sobre la presa. En su momento, el Movimiento indígena M-10 rechazó la presa porque consideró que los indígenas perderían sus tierras, no podrían utilizar más el río y se dañaría el medio ambiente. Sin embargo, la mayoría de las personas consultadas apoyaron el proyecto, porque proporcionaría empleo, mejor acceso vial y mejoraría el nivel de vida. Algunos de los que se oponían al proyecto posteriormente vendieron sus tierras al promotor del proyecto. En diciembre de 2007, GENISA y representantes del pueblo Ngobe Bugle firmaron un acuerdo de cooperación que incluía salvaguardas para los derechos fundamentales del pueblo indígena.
En mayo de 2008 la Autoridad Ambiental Panameña ANAM aprobó el proyecto con base en el estudio. En diciembre de 2008, GENISA firmó un Memorando de Entendimiento en el que se comprometió a implementar un plan de desarrollo social para las comunidades indígenas que viven junto a la presa, incluyendo "programas de infraestructura, salud y educación" durante la construcción y durante la operación de la presa.
En enero de 2009, un equipo de validación formado por la consultora AENOR, que trabaja para el Comité Ejecutivo del MDL de la ONU, visitó la zona y confirmó "que se consultó a las comunidades más relevantes implicadas en el área del proyecto, que todas ellas apoyaban la actividad del proyecto y que el participante del proyecto (es decir, GENISA) había previsto varias medidas de compensación social para las comunidades implicadas". La Red Internacional de Ríos afirma que el informe de validación de AENOR tenía fallos, ya que supuestamente sólo se había consultado a la población no indígena y que no se habían tenido en cuenta todos los comentarios recibidos. En 2009 se firmó el contrato de concesión entre el Gobierno y GENISA.

### Aumento de la capacidad y controversia en torno a los estudios de impacto (2009-2010)
Después de las elecciones presidenciales de principios de 2009, en junio de 2009 Ricardo Martinelli, un empresario que prometió mejorar rápidamente la infraestructura de Panamá, asumió el cargo de Presidente de Panamá. En mayo de 2009, GENISA solicitó una modificación del permiso para aumentar la capacidad en un 52% a 28,8 megavatios moviendo las turbinas a una elevación más baja, sin aumentar el nivel de agua en el embalse. El estudio ambiental original y el permiso se referían a una capacidad instalada de sólo 19 Megavatios. En enero de 2010 la ANAM aprobó la modificación y en enero de 2011 se modificó en consecuencia el contrato de concesión. En 2010, según el documento del proyecto MDL de la ONU, el 98% de las tierras que se inundarían eran propiedad de GENISA.
Según los críticos, el estudio de impacto ambiental fue defectuoso, porque se evaluaron superficialmente los impactos sobre la biodiversidad y porque se aumentó la capacidad de la planta.  A finales de 2010, el Banco Europeo de Inversiones retiró la financiación de la presa tras una investigación sobre abusos de los derechos humanos provocada por las protestas de las ONG. En enero de 2011, DEG y FMO aprobaron sus préstamos para el proyecto.

### Aprobación indígena pese al conflicto sobre minería (2011)
En febrero de 2011, el gobierno panameño propuso una nueva ley de minería que facilitaría el desarrollo de proyectos mineros en zonas indígenas, mientras que los indígenas habían pedido una ley que prohibiera la minería en sus territorios. La propuesta y el simultáneo lanzamiento de licitaciones para un gran proyecto minero de cobre llamado Cerro Colorado desencadenaron protestas de pueblos indígenas, incluidas comunidades locales de la zona de Barro Blanco, que bloquearon la Carretera Interamericana durante cuatro días. Las protestas fueron violentamente reprimidas. El conflicto terminó temporalmente mediante el acuerdo de San Félix, firmado en el pueblo de San Félix. La construcción de la presa comenzó en febrero de 2011.
El 25 de junio de 2011, según el promotor del proyecto GENISA, el congreso regional de los Kädriri, el grupo local del pueblo Ngäbe, aprobó por votación mayoritaria pública que la construcción de la represa debía continuar, después de haber sido autorizado para tomar una decisión por el Congreso General de los Ngäbe-Buglé. También en junio de 2011, la Junta del Mecanismo de Desarrollo Limpio (MDL) de las Naciones Unidas aprobó la propuesta de financiación del carbono que generaría parte del flujo de ingresos para el proyecto.  El 25 de agosto de 2011 se firmó un Acuerdo de Compensación y Beneficios entre GENISA y la Junta Directiva del Congreso Regional de Kädriri.

### Campaña internacional e inspección de la ONU (2012-2013)
Sin embargo, el conflicto siguió sin resolverse. El gobierno convocó a un referéndum sobre la represa, pero la dirigente indígena Silvia Carrera, elegida como Cacica General en septiembre de 2011, lo rechazó inicialmente. Se inició una campaña internacional para detener la construcción de la presa y su financiación internacional. En marzo de 2012, el Parlamento aprobó una versión modificada de la ley de minería que prohibía la minería en el territorio indígena y exigía la aprobación del Congreso General Ngöbe Buglé para cualquier proyecto hidroeléctrico futuro.  Sin embargo, las autoridades tradicionales Ngöbe criticaron a Silvia Carrera por haber cedido. Habían pedido que se incluyera en la ley la prohibición total de los proyectos hidroeléctricos. 
Las obras tuvieron que ser suspendidas en mayo de 2012 porque la población local ocupó el lugar. Las protestas fueron suspendidas mientras se esperaba que "inspectores de la ONU" visitaran la zona.  En septiembre de 2012, un equipo de inspección dirigido por el PNUD e integrado por representantes de la Iglesia Católica, la agencia ambiental ANAM, la agencia reguladora de la electricidad ASEP y el desarrollador del proyecto GENISA, visitó la zona. El objetivo de la inspección fue verificar sobre el terreno cuestiones que no habían sido respondidas satisfactoriamente en la evaluación de impacto ambiental. El equipo de inspección presentó su informe en diciembre de 2012, recomendando una simulación del flujo de agua para comprender el impacto de las inundaciones repentinas, así como una evaluación rural participativa. En marzo de 2013, un manifestante indígena que se oponía a la presa fue asesinado por asaltantes enmascarados.
En julio de 2013, James Anaya, relator especial de la ONU sobre los derechos de los pueblos indígenas, visitó Panamá y habló con los Ngöbe. En su informe concluyó que los Ngöbe "no fueron consultados adecuadamente". Antes de la visita, 12 organizaciones de la sociedad civil locales e internacionales habían pedido a Anaya que realizara una investigación formal sobre los impactos de la represa en los derechos humanos y que llamara al gobierno a "detener inmediatamente la construcción de la represa hasta que se hayan abordado plenamente las amenazas a los derechos del pueblo indígena Ngöbe afectado por el proyecto".
El 6 de septiembre de 2013, las Naciones Unidas publicaron tres informes sobre la simulación del flujo de agua, una evaluación rural participativa, así como un análisis ecológico y económico realizado por dos expertos internacionales independientes, Gonzalo Castro de la Mata y Luis López, que muestran que la presa no tuvo impacto en la biodiversidad global, pero tuvo "impactos reales e importantes" en las poblaciones indígenas que viven en la zona. Sin embargo, el informe no mencionó que alguna aldea pudiera verse inundada. Además, los expertos concluyeron que "no se había consultado correctamente a la población local". También concluyeron que la población local tenía "un conocimiento rudimentario y muchas veces erróneo del proyecto, siendo producto de rumores, muchas veces sin fundamento". Junto con la consulta insuficiente, esto ha creado un clima de temor. 

### Quejas y suspensión de obras (2014-2016)
En abril de 2014, Silvia Carrera, Cacica General de la Comarca Ngäbe-Buglé, presentó una queja ante los Paneles Externos Independientes del DEG y el FMO. En mayo de 2015, la revisión conjunta de los paneles concluyó que los bancos no habían cumplido plenamente las normas a las que se habían comprometido. Si bien los bancos tomaron medidas importantes para comprender la situación como parte de su proceso de diligencia debida, aceptaron un informe de los pueblos indígenas que era insuficiente para el propósito de aprobar el crédito en enero de 2011, exigiendo más investigaciones como condición para el desembolso, mientras que sus propios estándares habrían requerido un informe completamente satisfactorio al momento de la aprobación. Los dos bancos aceptaron las conclusiones y se comprometieron a "elevar aún más el nivel requerido de información sobre la consulta a las partes interesadas disponible para (ellos) en el momento de la aprobación del crédito". Mientras tanto, el gobierno de Panamá - desde junio de 2014 encabezado por un nuevo presidente, Juan Carlos Varela - suspendió la construcción de la represa en febrero de 2015 con el argumento de que la evaluación de impacto ambiental y social era defectuosa a la espera del resultado de un caso judicial que impugna la evaluación. En junio de 2015 estallaron nuevas protestas y los manifestantes cerraron la Carretera Interamericana durante dos días, a raíz de lo cual el presidente envió un escuadrón antidisturbios a la zona. El 10 de agosto de 2015, el presidente Varela y la Cacica General de la Comarca indígena, Silvia Carrera, firmaron un acuerdo en el que se estipula que las obras civiles de la presa se completarían, pero que las obras electromecánicas quedarían suspendidas y que la presa no sería inundada hasta que se llegara a un acuerdo final. GENISA denunció que se le había excluido del acuerdo y que éste violaba los acuerdos celebrados por el Estado con la empresa. En septiembre de 2015, la agencia ambiental ANAM impuso una multa de 775.200 dólares a GEMISA por no haber cumplido con las medidas de reasentamiento y compensación previstas en el proyecto. El 21 de enero de 2016, el movimiento indígena 10 de Abril denunció que se había violado el acuerdo, porque se habían realizado pruebas para llenar el embalse. El 28 de enero de 2016 se presentó a las comunidades indígenas un informe técnico que demuestra que la presa es técnicamente segura. Además, se creó una subcomisión integrada por el Gobierno y las autoridades tradicionales para estudiar más a fondo los impactos del proyecto con vistas a una "decisión final". El llenado del embalse comenzó el 24 de mayo, lo que provocó más protestas y bloqueos de carreteras. En respuesta, la Vicepresidenta y Ministra de Asuntos Exteriores , Isabel Saint Malo de Alvarado, sostuvo conversaciones con líderes indígenas a principios de junio de 2016. Carrera dijo que el relleno "era una violación a los derechos de los pueblos indígenas de la zona, y al contrato firmado por el presidente Juan Carlos Varela". El 22 de agosto de 2016, Silva Carrera y el presidente Varela firmaron otro acuerdo. Este acuerdo fue rechazado por el Congreso General Ngäbe-Bugle en septiembre de 2016. El Mecanismo de Desarrollo Limpio de las Naciones Unidas canceló el registro de la presa en octubre de 2016.

### Puesta en servicio (2017)
En diciembre de 2016 la Corte Suprema, cuyas decisiones no pueden ser apeladas, falló en contra de dos acciones legales presentadas por comunidades indígenas. En marzo de 2017 el Administrador General de la Autoridad Nacional de los Servicios Públicos declaró que el Congreso General Ngäbe-Bugle nunca presentó un documento formal de rechazo al gobierno, lo que significa que las operaciones de la represa podrían iniciar. Mientras tanto, 11 casas y campos quedaron inundados por la crecida de las aguas del embalse. Poco después de la declaración, la central hidroeléctrica inició su operación. En agosto de 2017, tres dirigentes indígenas que habían sido acusados de causar daños a GENISA a través de sus protestas fueron absueltos por un tribunal.